# Красные Горы (Краснодарский край)
Кра́сные Го́ры — хутор в Отрадненском районе Краснодарского края.
Входит в состав Удобненского сельского поселения.

## География
Хутор расположен на левом берегу Урупа, напротив центра поселения — станицы Удобной.

## Население
| 2002 | 2010 |
| ---- | ---- |
| 53   | ↘23  |

## Улицы
На хуторе имеется одна улица: Урупская.